# Ängagölen (Malmbäcks socken, Småland)
Ängagölen är en sjö i Nässjö kommun i Småland och ingår i Lagans huvudavrinningsområde. Sjön är 4 meter djup, har en yta på 0,013 kvadratkilometer och befinner sig 336 meter över havet.